# Cryptanthus incrassatus
Cryptanthus incrassatus är en gräsväxtart som beskrevs av Lyman Bradford Smith. Cryptanthus incrassatus ingår i släktet Cryptanthus, och familjen Bromeliaceae. Inga underarter finns listade i Catalogue of Life.